# 0分00秒
0分00秒（れいふんれいびょう、0'00"）は、ジョン・ケージが1962年に発表した作品で、初演は東京の草月ホールでケージ自身により行われた。

## 内容
楽譜は言葉のみによる指示書の体裁をとっている。
標題の下には「独奏として誰が何をしてもよい」という旨の記載がある。しかしこの点については誤解が生じやすいので注意を要する。演奏者は「ある習熟した行為」を行うが、それは例えば字を書く、歯を磨く、タバコを吸う、というような0秒でできるような日常的な行為を指している。またこの作品を次に演奏する際は、すでに行ったことのある行為を採用してはならない。音楽的あるいは演劇的身振りを避け、聴衆を電子的な状況に注目させるような小細工もしてはならない。
楽譜の末尾にはこの作品が4分33秒（第二番）でありAtlas Eclipticalisを第一部とする作品群の第三部にあたると記されている。

## 演奏

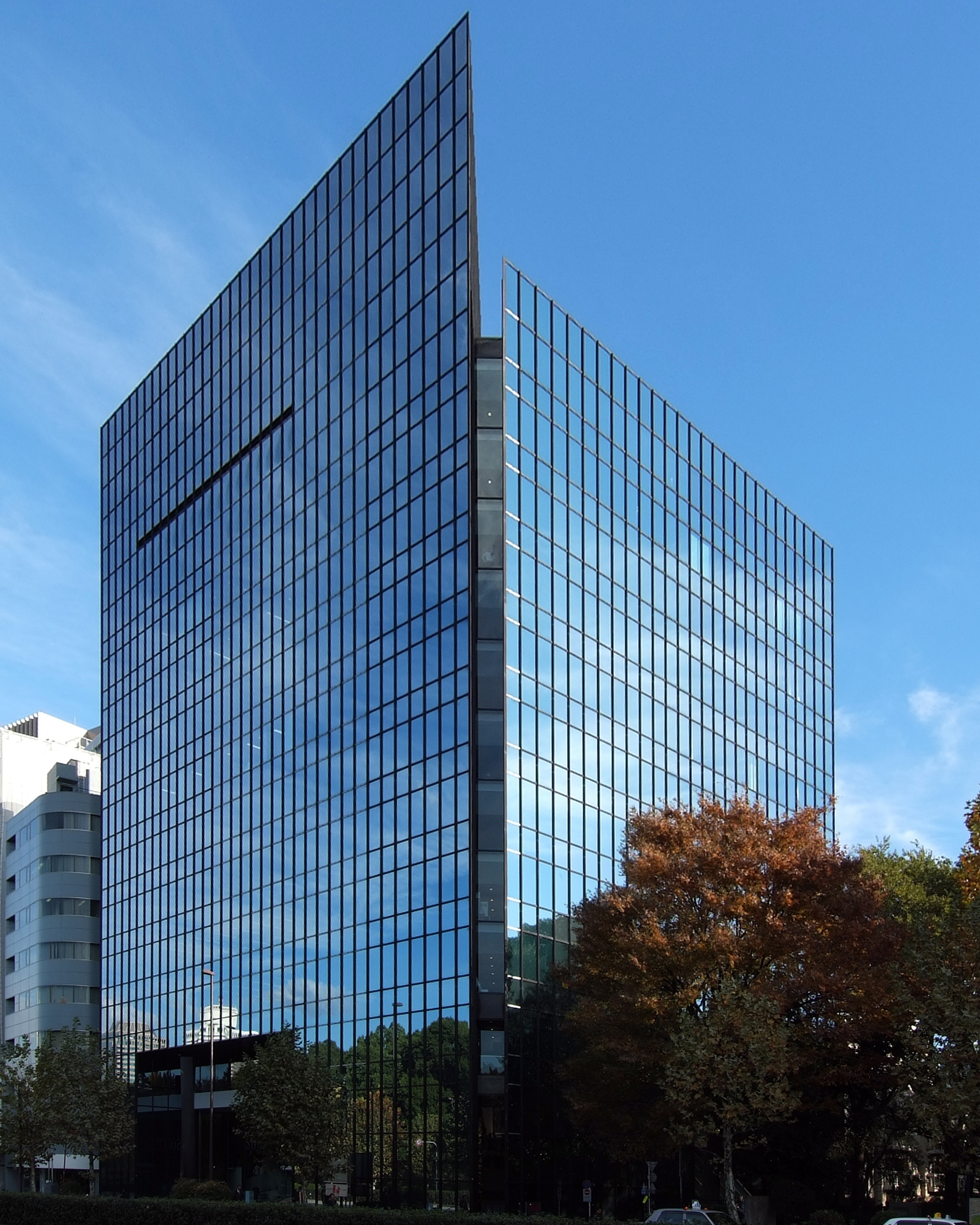
初演会場である草月ホール

ケージは初演の際に、自身の眼鏡や万年筆、また灰皿などにコンタクトピックアップを装着し、タバコを吸ったり水を飲んだりしながら、この0分00秒の楽譜を書いた。そのなにげない行為に伴う微かな音は、電気的に増幅され大音響となって会場を満たした。
1990年代のドイツのデッテンハウゼンの演奏では、題名に忠実に指揮者つきの室内オーケストラで何も演奏しないで本当に0分00秒で終わった例があり、その後聴衆の要求によってアンコールとしてその後「なんらか」の演奏を数分間行った記録がある。もしこれが事実だとすれば、その解釈は誠意を欠いた完全な誤りといえるが、題名の意味を強調するには効果的なやりかたである。

## 出版等
「0'00" No.2 [4'33" No.3]」(1968) は、楽譜出版社C.F.Petersのカタログに記載されていないことから未出版と誤解されるがSong Booksに含まれるかたちで出版されている。少なくとも2人以上のゲーム・プレーヤー（チェス、ドミノ、スクラブル、ブリッジ等）とコンタクトマイク、アンプ、スピーカーのための作品で、ゲーム中のカードや駒が立てる音を会場内に増幅させ響かせるというものである。
ケージとマルセル・デュシャンによるチェスの試合を中心とした約5時間に渡るインターメディア・イベントReunionと混同されることが多いようだが、別の作品である。

## 脚注

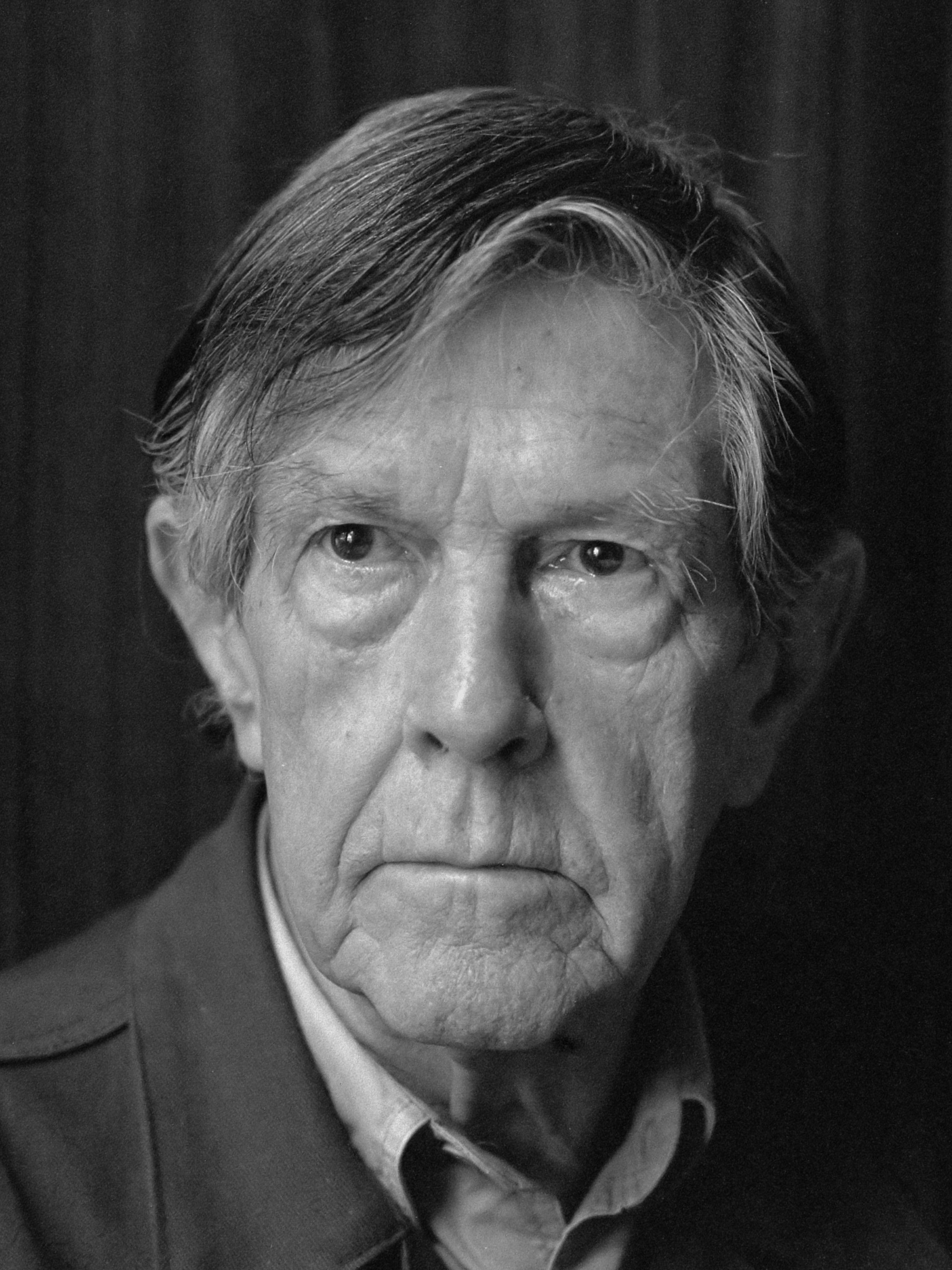
ジョン・ケージ（1988年）